# Архиепархия Дуранго
Архиепархия Дуранго (лат. Archidioecesis Durangensis) — архиепархия Римско-католической церкви с центром в городе Виктория-де-Дуранго, Мексика. В митрополию Дуранго входят епархии Гомес-Паласио, Масатлана и Торреона. Кафедральным собором архиепархии Дуранго является церковь Пресвятой Девы Марии. 

## История
28 сентября 1620 года Святой Престол учредил епархию Дуранго, выделив её из епархии Гвадалахары. 
В следующие годы епархия Дуранго уступила часть территории новым церковным структурам:
- 7 мая 1779 года — епархии Соноре (сегодня — Архиепархия Эрмосильо);
- 18 июля 1826 года — епархии Сен-Луиса (сегодня — Архиепархия Сент-Луиса);
- 1850 год — апостольскому викариату Новой Мексики (упразднён в 1853 году).

23 июня 1891 года епархия Дуранго уступила часть территории новоучреждённой епархии Чиуауа (сегодня — Архиепархия Чиуауа); одновременно епархия Дуранго возведена в ранг архиепархии.
В следующие годы архиепархия Дуранго уступила часть территории новым церковным структурам:
- 22 ноября 1958 года — епархии Масатлана;
- 13 января 1962 года — территориальной прелатуре Хесус Мария дель Наяр;
- 10 июня 1968 года — территориальной прелатуре Эль-Сальто;
- 15 ноября 2008 года — епархии Гомес-Паласио.

## Ординарии архиепархии
- епископ Gonzalo Hernandez y Hermosillo y Gonzalez (1620—1631)
- епископ  Alonso de Franco y Luna (1632—1639)
- епископ Francisco Diego Díaz de Quintanilla y de Hevía y Valdés (1639—1653)
- епископ Pedro de Barrientos Lomelin (1655—1658)
- епископ Juan Aguirre y Gorozpe (1659—1671)
- епископ Juan de Ortega Cano Montañez y Patiño (1672—1675)
- епископ Bartolomé Garcia de Escañuela (1676—1684)
- епископ Manuel de Herrera (1686—1689)
- епископ García Felipe de Legazpi y Velasco Altamirano y Albornoz (1691—1700)
- епископ Manuel de Escalante Colombres y Mendoza (1699—1704)
- епископ Ignacio Diez de la Barrera (1705—1709)
- епископ Pedro de Tapiz y Garcia (1714—1722)
- епископ Benito Crespo y Monroy (1722—1734)
- епископ Martín de Elizacoechea (1735—1745)
- епископ Pedro Anselmo Sánchez de Tagle (1747—1757)
- епископ Pedro Zamorana Romezal (1757—1768)
- епископ José Vicente Díaz Bravo (1769—1772)
- епископ Antonio Macarulla Minguilla de Aguilain (1772—1781)
- епископ Esteban Lorenzo de Tristán y Esmenota (1783—1793)
- епископ José Joaquín Granados y Gálvez (1794)
- епископ Francisco Gabriel de Olivares y Benito (1795—1812)
- епископ Juan Francisco Castañiza Larrea y Gonzalez de Agüero (1815—1825)
- епископ José Antonio Laureano de Zubiría y Escalante (1831—1863)
- архиепископ José Vicente Salinas e Infanzón (1868—1894)
- архиепископ Santiago de Zubiría y Manzanera (1895—1909)
- архиепископ Francisco de Paula Mendoza y Herrera (1909—1923)
- архиепископ José María González Valencia (1924—1959)
- архиепископ Lucio Torreblanca (1959—1961)
- архиепископ Antonio López Aviña (1961—1993)
- архиепископ José Trinidad Medel Pérez (1993—2002)
- архиепископ Héctor González Martínez (2003 — 26.09.2014)
- архиепископ José Antonio Fernández Hurtado (26.09.2014 — 25.01.2019 — назначен архиепископом Тлальнепантлы);
- архиепископ Faustino Armendáriz Jiménez (21.09.2019 — по настоящее время).

## Источник
- Annuario Pontificio, Libreria Editrice Vaticana, Città del Vaticano, 2003, ISBN 88-209-7422-3